# Trypherus makiharai
Trypherus makiharai es una especie de coleóptero de la familia Cantharidae.

## Distribución geográfica
Habita en Japón.